# Джеймс Ірвін
Джеймс Бенсон Ірвін (англ. James Irwin; 17 березня 1930, Пітсбург, Пенсільванія — 8 серпня 1991, Гленвуд-Спрінгс, Колорадо) — полковник військово-повітряних сил США, астронавт, восьма людина на Місяці.

## Освіта
- 1947 — у Солт Лейк Сіті (Юта) закінчив середню школу. (East High School).
- 1951 — служба у військово-повітряних силах США. Отримав кваліфікацію льотчика.
- 1957 — в Мічиганському університеті отримав ступінь магістра з навігації і пілотування літаків.
- 1957–1960 — працює на базі військово-повітряних сил США у штаті Огайо, бере участь у випробовуваннях ракети AIM-47.
- 1960–1961 — закінчує школу для льотчиків-випробовувальників (Air Force Experimental Flight Test Pilot School) на базі Едвардс Каліфорнії.
- грудень 1963 — навчання на базі Едвардс в Каліфорнії (Air Force Aerospace Research Pilot School)

Джеймс Ірвін закінчує школу молодших офіцерів (Squadron Officer School). Брав участь у роботі над літаком YF-12A, випробовуваннях літака F-12 на базі Едвардс в Каліфорнії.
- у липні 1972 вже у званні полковника перейшов до резерву (запасу).

Як пілот налітав 7 015 годин.

## Кар'єра астронавта
- 1963 — взяв участь у третьому наборі астронавтів NASA. Став одним з 34 фіналістів. Однак за медичними даними не пройшов, з уваги на те, що раніше під час польотів на літаках у 1961 зламав обидві ноги.
- 4 квітня 1966 включений до п'ятої групи астронавтів NASA (NASA 5).
- 1 червня 1968 — участь у програмі польотів на Місяць Аполлон, зокрема участь у випробовуванні модулів LM (LTA-8 — LM Test Article 8).
- 1969 — включений у резервний екіпаж місії Аполлон-10 та rezerwowej lotu Аполлон-12 i основний екіпаж — Аполлон-15 (як пілот місячного модуля).
- 27 липня — 7 серпня 1971 — брав участь у польоті на Місяць — місія Аполлон-15.
- серпень 1971 — включений до резервного екіпажу експедиції Аполлон-17.
- липень 1972 — припинення співпраці з NASA.

## Космічні польоти
| Космічні польоти, в яких брав участь Джеймс Ірвін.                           | Космічні польоти, в яких брав участь Джеймс Ірвін. | Космічні польоти, в яких брав участь Джеймс Ірвін. | Космічні польоти, в яких брав участь Джеймс Ірвін. | Космічні польоти, в яких брав участь Джеймс Ірвін. | Космічні польоти, в яких брав участь Джеймс Ірвін. |
| №                                                                            | Дата старту                                        | Дата приземлення                                   | Космічний корабель                                 | Функція                                            | Тривалість                                         |
| ---------------------------------------------------------------------------- | -------------------------------------------------- | -------------------------------------------------- | -------------------------------------------------- | -------------------------------------------------- | -------------------------------------------------- |
| 1                                                                            | 26 липня 1971                                      | 7 серпня 1971                                      | Аполлон-15                                         | Пілот місячного модуля                             | 12 днів 7 годин 11 хвилин i 53 секунд.             |
| Особистий час перебування в космосі — 12 днів 7 годин 11 хвилин i 53 секунд. |                                                    |                                                    |                                                    |                                                    |                                                    |

- Аполлон-15

26 липня — 7 серпня 1971 — рілот місячного модуля «Falcon» місії Аполлон-15. Колеги Ірвіна по космічному польоту на Місяць:
- Девід Скотт — командир
- Альфред Ворден — пілот командного модуля

## Період після праці вНАСА
Після праці в НАСА Ірвін заснував у Колорадо Спрінгс релігійну організацію High Flight Foundation, яку очолив.
У восьмидесятих роках організував ряд експедицій на гору Арарат з метою пошуку залишків Ноєвого Ковчега. Стверджував, що з космосу спостерігав його фрагменти. Але ці експедиції були неуспішними.
Написав і видав книги:
- «To Rule The Night» (1973) (де виклав історію своєї праці в корпусі астронавтів, зокрема політ Аполлон-15).
- «More Than Earthlings» (1983),
- «More Than an Ark on Ararat» (1985)
- «Destination Moon» (1989).

Причина смерті — серцева недостатність (Гленвуд, Колорадо).

## Нагороди та відзнаки
- Air Force Distinguished Service Medal
- Air Force Commendation Medal (двічі)
- NASA Distinguished Service Medal
- Command Pilot Astronaut Wings
- United Nations Peace Medal
- AIAA Haley Astronautics Award (1972)